# Lyriothemis
Lyriothemis é um género de libelinha da família Libellulidae.
Este género contém as seguintes espécies:
- Lyriothemis acigastra (Selys, 1878)
- Lyriothemis biappendiculata (Selys, 1878)
- Lyriothemis bivittata (Rambur, 1842)
- Lyriothemis cleis Brauer, 1868
- Lyriothemis defonsekai van der Poorten, 2009
- Lyriothemis elegantissima Selys, 1883
- Lyriothemis eurydice Ris, 1909
- Lyriothemis hirundo Ris, 1913
- Lyriothemis latro Needham & Gyger, 1937
- Lyriothemis magnificata (Selys, 1878)
- Lyriothemis meyeri (Selys, 1878)
- Lyriothemis mortoni Ris, 1919
- Lyriothemis pachygastra (Selys, 1878)
- Lyriothemis salva Ris, 1927
- Lyriothemis tricolor Ris, 1919